# Suero Bermúdez
Suero Bermúdez, o Vermúdez (fl. 1086 - Cornellana 12 de agosto de 1138), fue un noble asturiano, hijo del conde Bermudo Ovéquiz y de la condesa Jimena Peláez y hermano de Gutierre Bermúdez. Ostentó la dignidad condal desde por lo menos 1096 cuando aparece como tal gobernando Monterroso en Galicia —que aún no era territorial, sino palatina— y fue uno de los más poderosos miembros de la aristocracia de su época, distinguiéndose por su leal servicio a los reyes Alfonso VI, Urraca y su esposo el conde Raimundo de Borgoña, así como al hijo de estos últimos, Alfonso VII de León.
Sus dominios comprendían la Asturias Occidental, desde el Cordal de la Cabruñana hasta el río Eo, limítrofe con Galicia, donde su hermano tenía vastas propiedades. Las llamadas «Asturias de Oviedo» o «Asturias inferiores», correspondientes a las actuales Asturias Oriental y Central, con centro en la regia ciudad de Oviedo, estaban bajo control de su primo hermano, Gonzalo Peláez, «el conde rebelde», hijo de Pelayo Peláez, hermano de su madre Jimena. En 1131, con su sobrino Pedro Alfonso, hijo de su hermano Alfonso Bermúdez, sofocó una de las revueltas de Gonzalo Peláez. Sus tenencias incluían Luna, Gordón y Tineo, y, según la Chronica Adefonsi imperatoris, también gobernaba Babia, Laciana y parte de El Bierzo. Al este, las «Asturias de Santillana» o «Asturias superiores» se hallaban a cargo del conde Rodrigo González de Lara —hermano del amante de la reina, Pedro González de Lara— junto con la Liébana y Tierra de Campos.
Aparece por primera vez en la documentación con su esposa Anderquina Gutiérrez en 1094. No hubo sucesión de dicho matrimonio y ambos dotaron generosamente el monasterio de Cornellana —fundado por su bisabuela la infanta Cristina Bermúdez, hija del rey Bermudo II y Velasquita de León— que ofrecieron a la Orden de Cluny y donde recibieron sepultura.